# 사라진 중입자 문제
우주론에서, 사라진 중입자 문제는 빅뱅 직후와 현재의 우주에서 관측된 중입자 물질의 양 사이에 존재하는 불일치를 의미한다. 우주 배경 복사(CMB)와 빅뱅 핵합성(BBN)에 대한 연구는 초기 우주에서의 중입자 양에 대한 범위를 지정해 주었으며, 이 결과 중입자는 우주 전체 에너지 구성의 약 4.8%를 차지하는 것으로 밝을 모두 합산한 결과는 이보다 훨씬 작으며 예상되는 밝혀졌다. 그러나 현재 관측 가능한 우주에서 중입자의 양의 절반에도 미치지 못한다. 이러한 중입자 양 사이의 불일치는 '사라진 중입자 문제'라고 불다. 이 문제는 중입자가 아닌 물질과 관련되어 있는 문제인 '암흑 물질 문제'와는 구별된다.

## 초기 우주에 관한 측정
초기 우주에서 중입자의 구성비는 서로 다른 두 개의 방법을 통해 구할 수 있다.
- 첫 번째 방법으로는 빅뱅 핵합성(BBN)이 있다. 이는 현재 우주에서 관측되는 화학 원소들의 상대적 존재비를 예측한다. 초기 우주에서 중입자 수가 많을수록 수소에 비해 헬륨, 리튬과 그보다 무거운 수소와 가까운 원소들의 비율이 높아질 것으로 예상된다.[6][7] 실제 관측된 원소 존재비와의 이론이 일치하기 위해서는 바리온 중입자 물질이 우주의 임계 밀도의 약 4–5%를 차지해야 한다.

- 두 번째 방법으로는 우주 배경 복사(CMB)의 미세 요동(비등방성)에 대한 정밀 분석이 있다. 특히 CMB 파워 스펙트럼(power spectrum)의 두 번째 피크를 분석하는 것에 대한 분석이 핵심이다. 중입자 물질은 광자와 상호작용을 해 CMB에 뚜렷한 흔적을 남긴다.[8] CMB 분석을 통한 중입자 물질의 양은 우주 전체의 약 5%를 차지한다는 결과가 도출된다.

CMB로 도출한 범위는 BNN으로 얻은 것에 비해 훨신 더 정밀하지만 이 두 결과는 결국 비슷한 값을 도출해준다.

## 현대 우주의 관한 관측
중입자 물질의 밀도는 알려진 모든 중입자 물질을 직접 합산함으로써 얻을 수 있다. 그러나 이는 실제로 매우 까다롭다. 별이나 은하와 같이 빛을 방출하는 물질들은 쉽게 합산할 수 있지만, 중입자 물질은 블랙홀이나 행성, 희박한 성간매질과 같은 빛을 내보내지 않거나 거의 내보내지 않는 형태로도 존재할 수 있기 때문이다. 그럼에도 불구하고, 다음과 같은 다양한 기술을 활용하면 이들을 추정할 수 있다.
- 라이먼-알파 숲 활용

성간 공간에 퍼져 있는 희박한 중입자 가스나 먼지 구름은 배경의 별빛에 의해 역광으로 비춰질 때가 있는데 , 이때 특징적인 흡수 스펙트럼을 보인다. 이러한 스펙트럼을 분석함으로써 별과 관측자 사이에 존재하는 중입자의 질량을 추론할 수 있다.
- 중력 마이크로렌즈 활용

행성이나 어두운 천체 등이 관측자로부터 멀리 있는 광원 사이를 지날 때 광원이 일시적으로 왜곡되어 보이게 된다. 이 왜곡의 정도를 분석하면 어두운 천체의 질량을 추정할 수 있다.
- 수냐에프-젤도비치 효과의 활용

우주 배경 복사(CMB) 광자와 자유 전자 사이의 상호작용은 CMB에 특이한 흔적을 남긴다. 이 효과는 전자의 온도나 주변 밀도와 관계없이 모든 자유 전자에 민감하므로 일반적인 방법으로는 탐지되지 않는 중입자 물질(온도가 낮아 X선으로는 탐지되지 않는 가스 등)을 연구하는 데 사용할 수 있다.
이러한 방법을 모두 종합하면 빛을 내보내지 않는 형태의 중입자 물질까지 고려하여 전체 중입자의 밀도를 보다 정확히 추정할 수 있다.

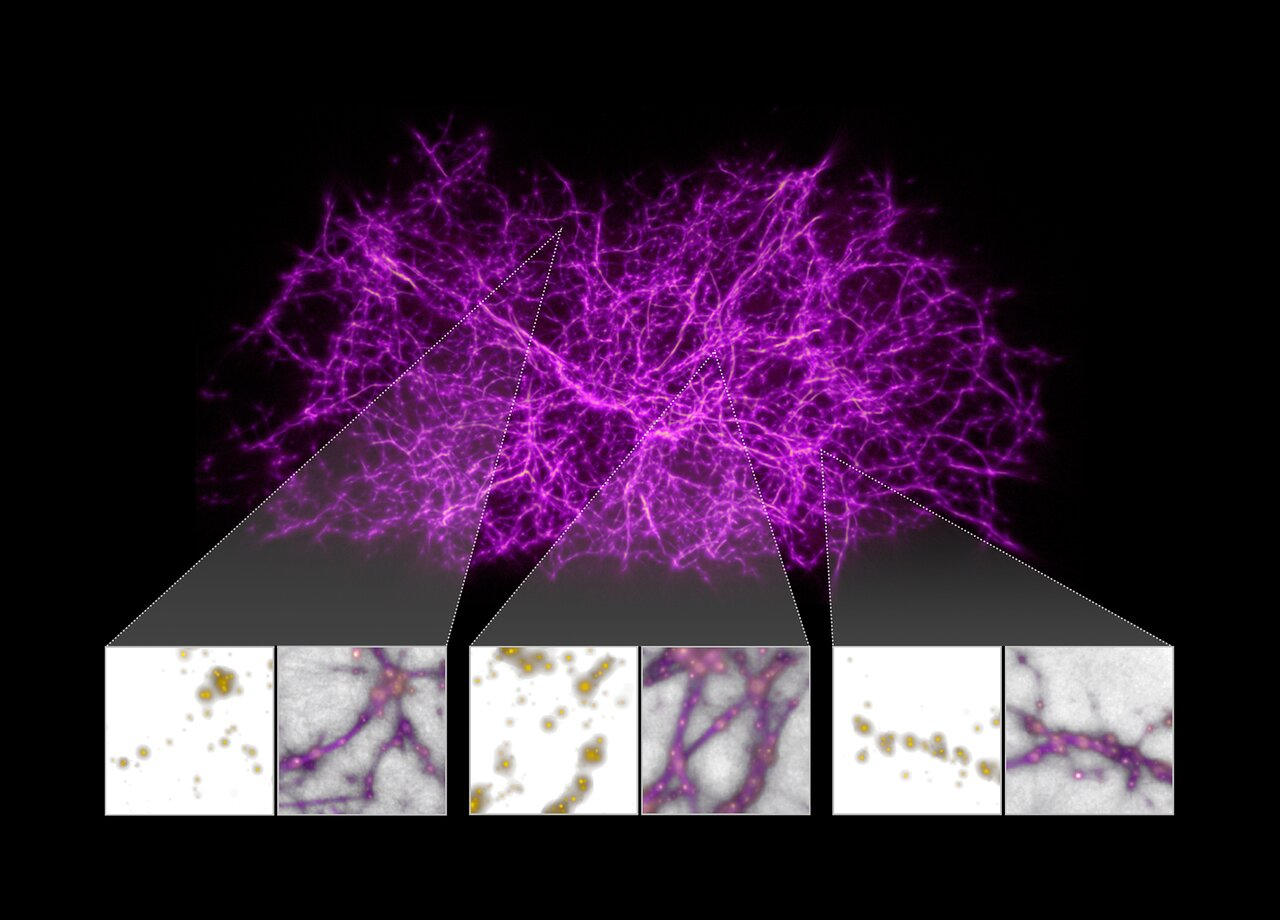
사라진 중입자의 부분을 포함하고 있는 우주 거대 구조의 생성된 이미지

2017년 전까지 중입자는 10%가 은하 안에, 50~60%는 은하 주변 물질(Circumgalactic medium)에 발견되었고, 나머지 30~40%는 설명되지 않은 상태였다. 즉, 이론적인 예상값의 70% 정도는 설명이 된 상태였다.
2000대에 있었던 대규모 은하 조사는 예상보다 중입자가 부족하다는 점을 밝혀냈다. 이 발견은 이론가들이 자신들의 모델을 다시 확인하게 만들었으며, 기체가 은하와 은하단 사이에 흐름을 예측하도록 하였다.

### 따뜻하거나 뜨거운 은하간공간(WHIM)
ΛCDM 모형은 우주 내 은하들 사이의 물질이 낮은 밀도(1 세제곱미터당 1~10입자)의 거미줄 모양으로 분포되어 있다고 예측하며, 이를 따뜻하거나 뜨거운 은하간공간(Warm-hot intergalactic medium, WHIM)이라고 한다. 이론에서의 천문학적 유체역학 시뮬레이션은 이론과 비교했을때 부족한 중입자의 일부가 온도 106K의 은하 헤일로와 105~107K의 WHIM에 존재한다고 예측하며, 최근의 관측들이 이에 강한 지지를 해주고 있다. WHIM은 세 가지 상태로 이루어져 있다.
- 온도 105–105.7K의 따뜻한 상태. 중성 수소가 이 상태에 존재한다. 이는 산소-VI 흡수선으로 관측된다.
- 온도 105.7~106.3K의 뜨거운 상태. 이는 경 X선에서 산소-VII로 관측된다.
- 온도 106.3~107K의 매우 뜨거운 상태. 수소나 수소 유사 금속이 거의 없으며, 대부분 은하단 외곽에 존재한다.

WHIM의 따뜻한 상태는 이미 이전에 관측된 적이 있었으며, 전체 중입자 함량의 약 15%를 구성한다. WHIM은 대부분 이온화된 수소로 이루어져 있다. 이로 인해 천문학자들이 WHIM 내의 중입자를 관측하는 데 어려움이 따른다. WHIM은 산소-VI나 산소-VI와 같은 고이온화 산소를 통한 흡수로 탐지하는 것이 더 쉽다.

## 우주의 조성

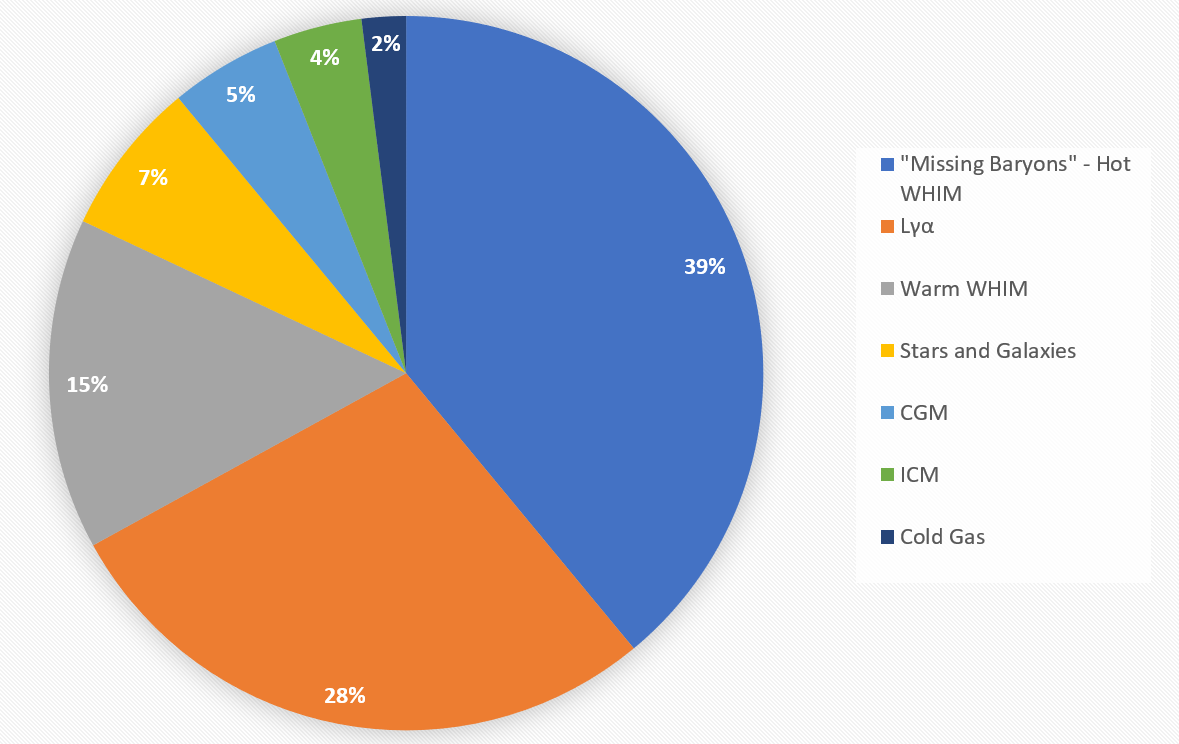
알려진 중입자 물질의 조성

우주에서 알려진 중입자의 총량은 '사라진 중입자 문제'가 알려지기 전까지 전체 바리온의 약 60% 수준까지 집계되었다. 이는 우주의 전체 구성(암흑에너지와 암흑물질을 포함)과는 구별되며, 중입자 물질은 전체 우주 에너지 구성의 약 5%에 불과한다. 전체 중입자 중 약 7%는 별이나 은하 내부에 존재하며, 대부분은 은하나 은하단 주변에 존재한다. 라이먼-알파 숲은 전체 바리온의 약 28%를 포함한다. WHIM의 따뜻한 단계는 2012년 경 X선 흡수 관측을 통해 검출되었으며, 이는 전체 바리온의 약 15%에 해당한다는 것이 확인되었다. 은하단내부물질(ICM)은 전체 바리온의 약 4%를 차지하며, 대부분 이온화된 수소로 구성되어 있다. ICM은 은하단 전체 질량의 약 10%를 차지하고, 나머지 90%는 암흑물질로 이루어져 있다. ICM은 밀도가 낮아 입자 수가 1cm3당 약 10-3개 수준이다. 은하주변물질(CGM)은 2003년 찬드라와 XMM-뉴턴 관측 위성을 통해 확인되었다. CGM은 은하를 중심으로 반지름이 70~200킬로파섹 이상인 거대한 구체이며, 전체 중입자의 약 5%를 포함하는 것으로 추정된다.

## 감지 방법
사라진 중입자의 위치를 나타내는 WHIM을 감지하는 방법에는 크게 세 가지가 있다. 이는 각각 수냐에프-젤도비치 효과, 라이먼-알파 방출선, 금속 흡수선이다.

### 수냐에프-젤도비치 효과
열적 수냐예프-젤도비치 효과(tSZ)는 우주 배경 복사(CMB)의 광자들이 이온화된 가스와 역콤프턴 산란을 일으킬 때 발생한다. 중입자을 탐지할 때는 WHIM의 이온화된 가스가 CMB 광자들과 산란하면서 미약한 신호를 남기게 된다. tSZ 효과의 세기를 나타내는 y-파라미터는 다음과 같이 정의된다.
{\displaystyle y=\int {\frac {k_{B}T_{e}}{m_{e}c^{2}}}n_{e}\sigma _{T}d\ell }
여기서 {\displaystyle k_{B}}는 볼츠만 상수, {\displaystyle \sigma _{T}}는 톰슨 단면, {\displaystyle n_{e}}는 전자의 개수 밀도, {\displaystyle m_{e}c^{2}}는 전자의 정지 질량 에너지, 그리고 {\displaystyle T_{e}}는 온도이다. 이 y-파라미터를 측정하고 수백만 개 은하에서 추정한 은하 필라멘트 지도를 중첩시키면 WHIM에서 나오는 약한 신호를 탐지할 수 있다. 구체적으로는 두 은하 사이의 y-파라미터 신호를 모델의 은하 헤일로 신호에 겹쳐서 분석한다. 이후 개별 은하의 신호를 제거하고 남는 신호가 두 은하 사이의 필라멘트에서 발생한 것인지 판단한다. 이 신호가 다른 원천에서 비롯된 것이 아님을 확인하기 위해, 천문학자들은 비교를 위한 제어 시뮬레이션을 생성하고 그 결과를 실측 데이터와 비교한다. 이를 통해 해당 신호가 WHIM에서 비롯된 것임을 검증할 수 있다.

### 리만-알파 방출선
리만-알파(Lyα) 방출선은 은하 필라멘트의 이온화된 수소에서부터 감지된다. 퀘이사와 같은 원천에서 은하 필라멘트의 수소를 이온화하여 흡수선에 감지될 수 있는 피크를 보여준다.

### 금속 흡수선
O+6, O+7, O+8 과 같은 고이온화된 산소의 흡수 스펙트럼은 경 X선에서 에너지 0.6–0.8 keV의 선을 보여분다. 이 선들의 면적 밀도 {\displaystyle F(N_{O})}는 다음과 같이 나타내진다.
{\displaystyle \Omega _{O}={\frac {H_{0}m_{O}}{c\rho _{c}}}\int _{0}^{\infty }F(N_{O})N_{O}dN_{O}}
여기에서 {\displaystyle \Omega _{O}}는 특정 산소의 존재 정도, {\displaystyle H_{0}}는 허블 상수, {\displaystyle \rho _{c}}는 임계 밀도 {\displaystyle \rho _{c}={\frac {3H^{2}}{8\pi G}}}이다.

## 주장된 해결책
일반적으로, 사라진 중입자 문제는 물리학에서 여전히 완전히 해결되지 않은 주요한 미해결 과제로 여겨진다. 다양한 과학자들이 여러 설명을 제시했지만 그 어느 것도 완전히 수용되거나 문제를 충분히 해결한 것으로 간주되지 않았다.
2017년, 두 연구팀이 은하간 물질(intergalactic matter)에서 잃어버린 중입자의 위치에 대한 증거를 발견했다고 발표했다. 중입자는 원래 WHIM 구조 속에서 은하쌍 사이에 퍼져 있는 뜨거운 가느다란 가스의 끈과 같은 형태로 존재할 것이라고 예측되었다. 하지만 이 끈의 밀도가 희박하고 X선을 방출할 정도로 충분히 뜨겁지 않기 때문에 탐지하기 어렵다. 연구팀들은 열적 수냐예프-젤도비치 효과(tSZ)를 사용해 로컬 우주에서 이 끈의 밀도를 측정했다. 중입자가 존재한다면, CMB의 광자가 이온화된 가스와 산란할 때 일정량의 에너지를 잃게 되고, 이 손실은 CMB 상에서 아주 희미한 패치로 나타난다. 이러한 패치는 직접 관측할 수는 없지만, 은하 분포와 중첩시키면 검출이 가능해진다. 측정된 끈의 밀도는 전체 중입자 밀도의 약 30%에 해당하며, 이는 사라진 중입자 문제를 해결하는 데 필요한 양과 정확히 일치한다고 발표되었다. 그러나 이러한 연구가 정확하더라도, 이는 인근 은하들 사이의 중입자 분포만을 설명할 뿐, 우주의 후기 시점 전체에 걸친 중입자 분포의 완전한 그림을 제공하지는 못한다.
2021년 한 논문에서는 전체 중입자의 약 50%가 암흑물질 헤일로 외부, 즉 은하들 사이의 공간을 채우고 있다고 주장하였다. 이는 2017년 연구에서 설명되지 않은 나머지 중입자 설명할 수 있을 것으로 보인다.

## 2010년대 후반 ~ 2020년대 초
2010년대 후반부터 2020년대 초에는 여러 연구 단체들이 은하간 물질과 은하 주변 물질을 관측하여 중입자의 측정값을 더 정밀하게 수집하고자 했다. 현재는 중입자가 대략적으로 어디에 있는지 밝혀졌기 때문에 보다 높은 통계적 유의성으로 이를 검출하는 것이 목표가 되었다. 사용된 주요 탐지 기법들은 경 X선 흡수나 고이온화 산소 OVI, OVII, OVIII의 흡수선 분석이 있다.
2019년에는 오르솔리아 E. 코바치(Orsolya E. Kovács)가 이끄는 연구팀이 17개의 퀘이사 스펙트럼을 합쳐 분석하여 OVII 흡수선을 X선에서 검출했다. 이는 평균 우주 밀도의 약 5~9배에 해당하는 과밀 필라멘트 내 WHIM에서 나온 신호로 해석된다. 2020년, 천체물리학자들은 우주 거대구조 필라멘트(cosmic web filaments)에서 중입자 물질의 X선 방출을 최초로 직접 측정했다고 보고했다.

## 같이 보기
- 중입자
- ΛCDM 모형
- 수냐에프-젤도비치 효과